# Остерија (Парма)
Остерија је насеље у Италији у округу Парма, региону Емилија-Ромања.
Према процени из 2011. у насељу је живело 111 становника. Насеље се налази на надморској висини од 25 м.